# Pteropurpura
Genre
Synonymes
- genre Centrifuga Grant & Gale, 1931[2]
- sous-genre Pteropurpura (Pteropurpura) Jousseaume, 1880[2]
- genre Shaskyus J. Q. Burch & Campbell, 1963[2]

Pteropurpura est un genre de mollusques gastéropodes de la famille des Muricidae.

## Liste d'espèces
Selon World Register of Marine Species (8 décembre 2018) :
- Pteropurpura benderskyi Emerson & D'Attilio, 1979
- Pteropurpura bequaerti Clench & Pérez Farfante, 1945
- Pteropurpura centrifuga (Hinds, 1844)
- Pteropurpura dearmata (Odhner, 1922)
- Pteropurpura deroyana Berry, 1968
- Pteropurpura erinaceoides (Valenciennes, 1832)
- Pteropurpura esycha (Dall, 1925)
- Pteropurpura fairiana (Houart, 1979)
- Pteropurpura festiva (Hinds, 1844)
- Pteropurpura macroptera (Deshayes, 1839)
- Pteropurpura modesta (Fulton, 1936)
- Pteropurpura plorator (A. Adams & Reeve, 1845)
- Pteropurpura sanctaehelenae (E. A. Smith, 1890)
- Pteropurpura stimpsoni (A. Adams, 1863)
- Pteropurpura trialata (G. B. Sowerby II, 1834)
- Pteropurpura vokesae Emerson, 1964

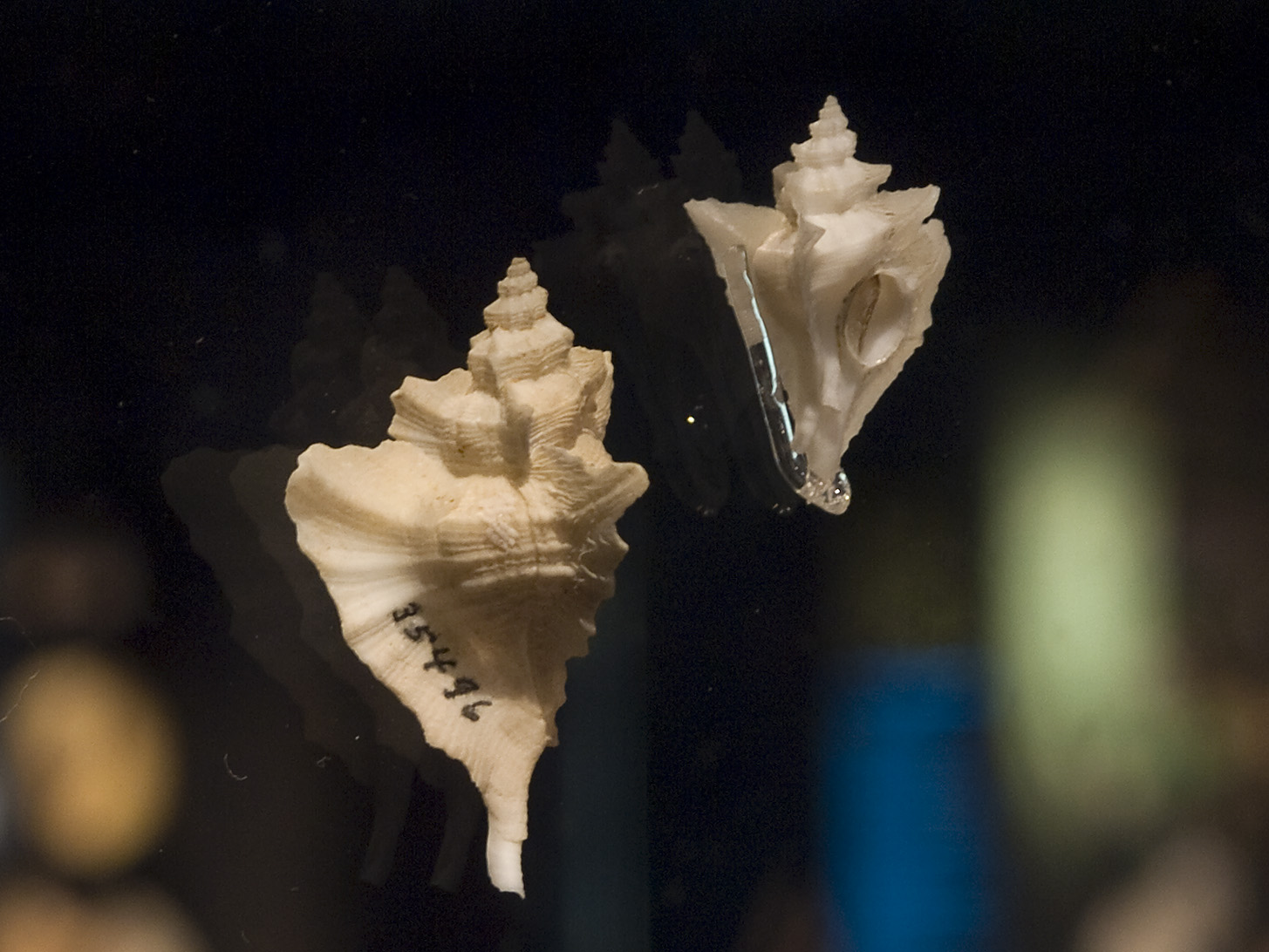
Pteropurpura bequaerti
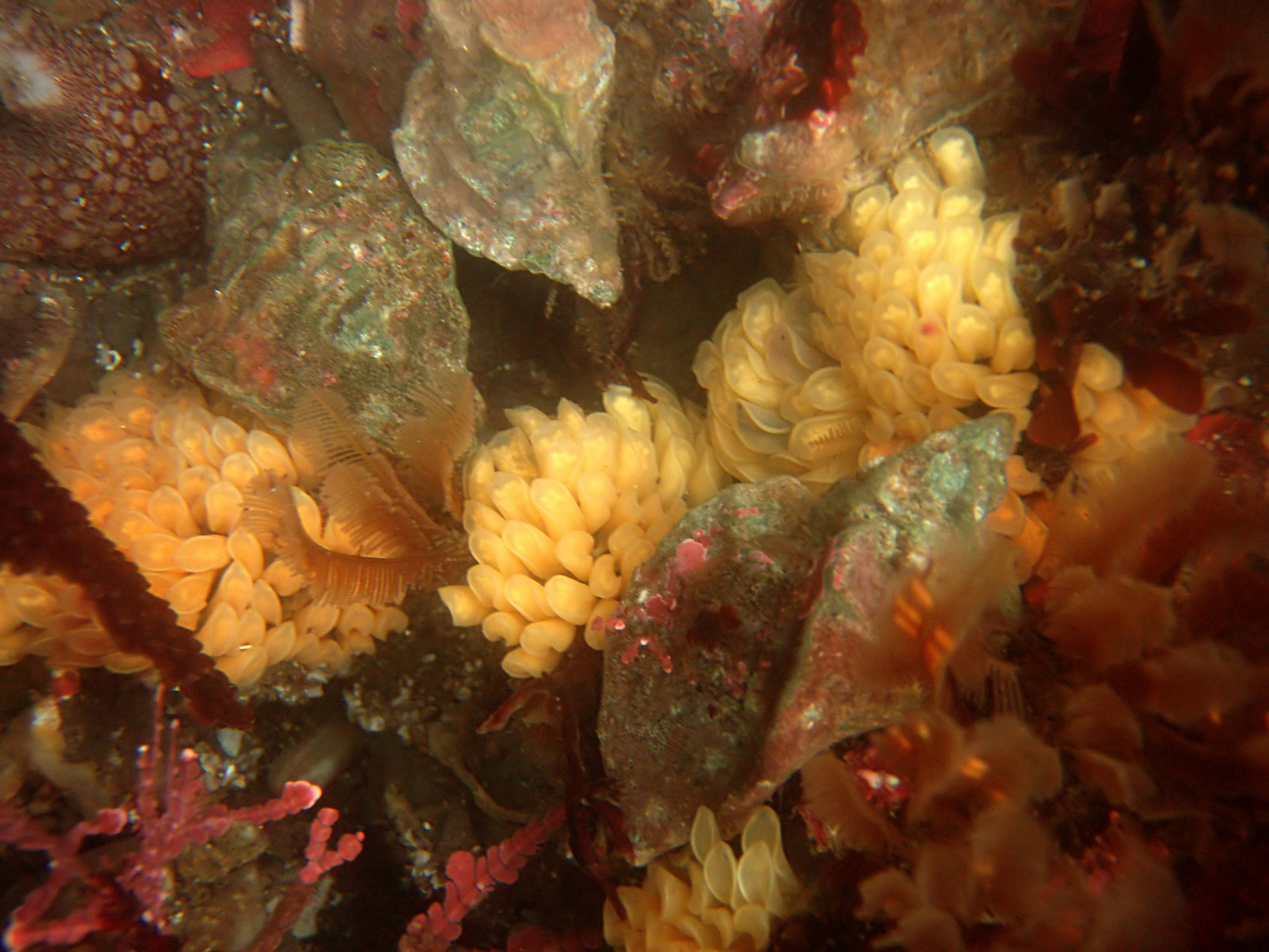
Pteropurpura trialata en pleine ponte